# SFベストセラーズ
『SFベストセラーズ』は、鶴書房より1972年に刊行されたSF小説の叢書。
1967年から1967年に盛光社から刊行された「ジュニアSF」シリーズの増補版で、第1巻から第10巻までは同一。第27巻「蜃気楼の少年」は未刊行のため全26巻。ソフトカバー。B6版。

## 一覧
1. 新世界遊撃隊（矢野徹）
2. 夕ばえ作戦（光瀬龍）
3. 黒の放射線（中尾明）
4. リュイテン太陽（福島正実）
5. 時をかける少女（筒井康隆）
6. なぞの転校生（眉村卓）
7. 時間砲計画（豊田有恒）
8. すばらしい超能力時代（北川幸比古）
9. 人類のあけぼの号（内田庶）
10. 見えないものの影（小松左京）
11. 続・時をかける少女（石山透）
12. ねじれた町（眉村卓）
13. 明日への追跡（光瀬龍）
14. 異次元失踪（福島正実）
15. ポンコツタイムマシン騒動記（石川英輔）
16. 学園魔女戦争（宮崎惇）
17. 消えた町（光瀬龍）
18. 怪獣大陸（今日泊亜蘭）
19. 眠りの星のレア（瀬川昌男）
20. ポンコツロボット太平記（石川英輔）
21. 続・時間砲計画（豊田有恒）
22. 五万年後の夏休み（荒巻義雄）
23. いて座の少女（中尾明）
24. 異世界の勇士（高千穂遙）
25. 夢の戦士（川又千秋）
26. ポンコツUFO同乗記（石川英輔）
27. 蜃気楼の少年（宮崎惇）